# 2010 في الكويت

## المناصب
- أمير الدولة : صباح الأحمد الجابر الصباح
- ولي العهد: نواف الأحمد الجابر الصباح
- رئيس الوزراء : ناصر المحمد الأحمد الصباح

## وفيات
- أحمد السقاف - شاعر
- محمد مساعد الصالح - محامي وكاتب
- محمد أحمد الرشيد (سياسي كويتي) - سياسي
- غانم الصالح - ممثل
- يوسف درويش - ممثل
- فيحان العربيد - ممثل